# Anton Botiew
Anton Jurjewicz Botiew (ros. Антон Юрьевич Ботев; ur. 25 maja 1986) – rosyjski i azerski zapaśnik walczący w stylu klasycznym. Olimpijczyk z Pekinu 2008, gdzie zajął dziewiąte miejsce w kategorii 120 kg.
Szesnasty na mistrzostwach świata w 2007. Siedemnasty na mistrzostwach Europy w 2008. Szósty w Pucharze Świata w 2011.
Wicemistrz Europy juniorów w 2005 i 2006. Mistrz Rosji w 2009, a trzeci w 2007 i 2010 roku.